# أوين إدواردز (راقص على الجليد)
أوين إدواردز (بالإنجليزية: Owen Edwards)‏ هو راقص على الجليد بريطاني، ولد في 21 يوليو 1987 في ريكسهام في المملكة المتحدة.

## وصلات خارجية
- أوين إدواردز على موقع الاتحاد الدولي للتزلج (الإنجليزية)